# Centromacronema oculatum
Centromacronema oculatum är en nattsländeart som först beskrevs av Walker 1852.  Centromacronema oculatum ingår i släktet Centromacronema och familjen ryssjenattsländor. Inga underarter finns listade i Catalogue of Life.

## Bildgalleri

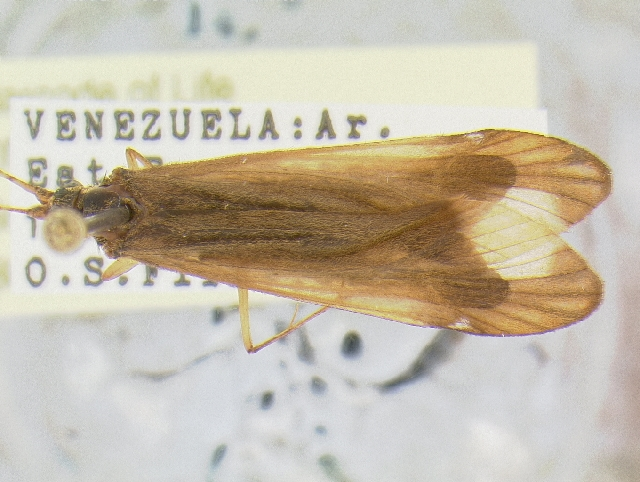